# 中和院

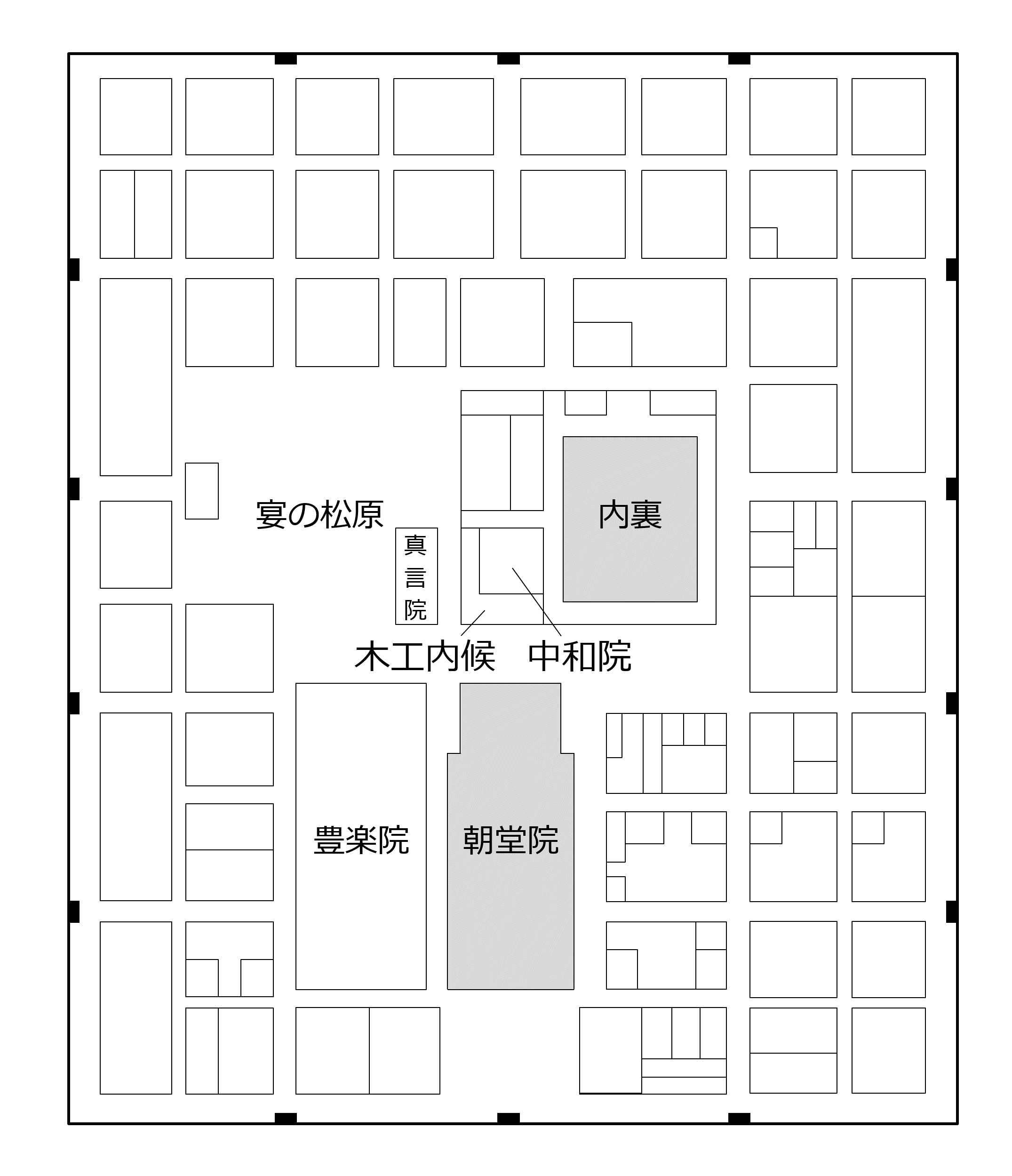
平安京大内裏における中和院（中院）の位置

中和院（ちゅうかいん/ちゅうわいん）または中院（ちゅういん）は、平安京大内裏（平安宮）にあった院。現在の京都市上京区千本通下立売下ル付近にあたる。

## 概要
平安京大内裏（平安宮）のうちで、内裏外郭内の南西に位置する。新嘗祭（毎年11月）・神今食（毎年6・12月）の際に天皇による親祭が行われた場所である。平安宮創建時に造営されたと見られ、文献上では「中和院」・「中院」の両字が併用されるほか、「神今食院」・「斎院」とも見える。
院の周囲には築垣が巡らされており、内部に正殿の神嘉殿（しんかでん）のほか東舎・西舎・北殿が置かれ、神嘉殿と東西舎・北殿とは回廊・渡廊で結ばれた。神嘉殿の中央三間を仕切って神座を設けており、そこで新嘗祭・神今食の際に天照大神と天皇が共食する祭祀が行われた。現在の皇居においても宮中三殿に付属して神嘉殿が建てられており、新嘗祭の際に祭祀が行われる。
この中和院（中院）は、長岡宮までは内裏の中で行っていた天皇の親祭を内裏から独立して行うために設けられた常設の神殿であり、平安宮で初めて設けられたとされる。平安宮の中央に位置する点で特異な施設であり、中和院を挟んで東に内裏（天皇の宮殿）、西に宴の松原（一説に太上天皇の宮殿予定地）が対称に位置することから、平安宮を創建した桓武天皇が平城宮を継承しつつ天皇家祖先神を仲介として天皇・太上天皇の宮殿が並び立つ新しい宮を造営しようとした様子が示唆される。

## 歴史
文献上では、『日本後紀』延暦23年（804年）8月条において中院西楼が倒壊したと見え（「中院」の文献上初見）、それ以前から存在したとされる（平安宮創建時に造営か）。院名の「中」については、平安宮の中心に位置することに由来するとする説、神事に関わる施設であることから「中臣」に由来するとする説がある。
『類聚国史』天長8年（831年）8月条では「中和院」と見え（「中和院」の文献上初見）、「中和院」・「中院」の両字が併用されたとする説がある一方、天徳4年（960年）の内裏火災後の「応和」への元号改元を期に「中和院」と称されるようになったとする説がある。そのほか、『貞観儀式』では「神今食院」、『西宮記』では「斎院」とも見える。
康平元年（1058年）2月には新造内裏・中和院・東西廊・朝集堂等が焼亡したが、神嘉殿が焼亡したのは平安遷都以来初めてのことという（『百錬抄』）。それ以降は天永3年（1112年）・長寛元年（1163年）に火災に遭っている。
近年の発掘調査では、1987年（昭和62年）の調査で大極殿と中和院との間で異なる整地層（宮内の施設ごとに造営が進められたことを示す）および瓦の帯状分布が確認されている。また1989年（平成元年）の調査等では神嘉殿に比定される掘込地業が検出されている。

## 構造

中和院出土 緑釉軒丸瓦京都市考古資料館展示。

中和院（中院）の四面には築垣が巡らされ、内部において正殿の神嘉殿（しんかでん、中殿/中院正庁）、その南の東西に東舎・西舎、北に北殿が配される。神嘉殿左右からは回廊が出て途中で南折して東舎・西舎と結び、神嘉殿背面からは渡廊が出て北殿と結ぶ。また内裏に通じる中和院東面には中和門（ちゅうかもん）が開く（南門も中和門とする古図もある）。
神嘉殿は東西棟で南面し、桁行七間・梁行二間の身舎の四面に廂が巡らされる。身舎は塗籠で中央三間で仕切られ、中央三間は「中殿」または「神殿」と称されて神座として広莚を敷き、西二間は大床子を立てて天皇の御座とし、東二間は内侍などの候所とした。東舎・西舎は南北棟で、桁行四間・梁行二間の身舎の西面または東面に廂を付す。北殿は東西棟で、桁行七間・梁行二間の身舎の東・西・南面に廂を付す。
近年の発掘調査では神嘉殿の掘込地業の南辺が検出されており、東西約40メートルを測るとされるほか、地覆石と見られる凝灰岩の出土から基壇外装を有する立派な施設であったことが認められるが、『大内裏図考証』に見える神嘉殿の位置とは異なる点が注意される。また出土品のうちでは鬼瓦以外に瓦類が少なく、祭祀施設としての特色を示すとされる。なお、石上神宮（奈良県天理市）の社伝では、現在の拝殿（国宝）は永保元年（1081年）に白河天皇が鎮魂祭のために神嘉殿を移築したものというが、様式のうえでは鎌倉時代中期の建立とされる。